# Александров, Вениамин Вениаминович
Вениами́н Вениами́нович Алекса́ндров (18 апреля 1937, Москва — 6 ноября 1991, Москва) — советский хоккеист. Заслуженный мастер спорта СССР (1963).

## Биография
Начал играть в футбол и хоккей во дворе.
В 18 лет попал в состав ЦСКА. Играл в одном звене вместе с Локтевым и Альметовым. Отличался корректной игрой. После ухода из хоккея Локтева и Альметова начал играть в одной тройке с Владимиром Петровым и Борисом Михайловым.
Окончил Центральную школу тренеров РСФСР (1971). Член КПСС с 1964 года.
По окончании карьеры в 1969 году некоторое время работал тренером в детских командах ЦСКА. В мае 1970 — апреле 1973 гг. — старший тренер команды ЦСКА (София, Болгария). В 1973—1974 гг. — старший тренер команды СКА (Ленинград). В июне 1974 — мае 1976 гг. — тренер ЦСКА (Москва).
Был женат на дочери Александра Виноградова. Сын Александрова был женат на падчерице Всеволода Боброва, Светлане.
Последние годы работал во Дворце спорта родного ЦСКА в должности директора хоккейного клуба.
Похоронен на Троекуровском кладбище.

## Достижения
- Лучший бомбардир чемпионата СССР по хоккею с шайбой 1962/1963
- Чемпион Олимпийских игр 1964 и 1968. Третий призёр Олимпийских игр 1960. На Играх — 19 матчей, 17 шайб.
- Чемпион мира 1963—1968. Второй призёр ЧМ 1957—1959. Третий призёр ЧМ 1960 и 1961. На ЧМ — 57 матчей, 51 гол.
- Чемпион СССР 1956, 1958—1961, 1963—1966 и 1968. Второй призёр чемпионата СССР 1957,1967 и 1969. Третий призёр чемпионата СССР 1962. В чемпионатах СССР — около 400 матчей, забросил 351 гол.
- Обладатель Кубка СССР 1955, 1956, 1961 и 1966—1969.
- В 2007 году введён в Зал славы ИИХФ.
- Входил в список 34 лучших хоккеистов СССР в 1964 году.

## Награды
- орден «Знак Почёта» (30.03.1965)